# Footville (Wisconsin)
Pour les articles homonymes, voir Footville.
Footville est un village du comté de Rock, dans l'État du Wisconsin, aux États-Unis. En 2020, il comptait une population de 772 habitants.